# Abralia grimpei
Abralia grimpei е вид главоного от семейство Enoploteuthidae.

## Разпространение
Видът е разпространен в Канада и САЩ.